# Кайло Рен
Кайло Рен е герой от поредицата „Междузвездни войни“, който се появява в седмия филм („Силата се пробужда“). Той е главен злодей във филма - член на Първия ред и учител на рицарите на Рен. Неговият светлинен меч е червен и има едно главно острие и две странични остриета. Въпреки че показва привидни умения със Силата и своята принадлежност към Тъмната страна, Кайло Рен не е ситски лорд. На 11 декември 2014 г. е обявено името на злодея върху карти за игра. Ролята се изпълнява от актьора Адам Драйвър, който представя героя си в интервю за списание „Венити Феър“ от 3 май 2015 г..
В епизод 9 той помага на Рей да разгроми Палапатин-Дарт Сидиъс.